# تد کینگ (هنرپیشه)
تد کینگ (انگلیسی: Ted King؛ زادهٔ ۱ اکتبر ۱۹۶۵) یک هنرپیشه، و بازیگر سینما اهل ایالات متحده آمریکا است.